# Analyse procustéenne généralisée
L'Analyse de Procuste généralisée est une méthode permettant d'appliquer l'Analyse procustéenne à toute une population et non à un seul spécimen.
L'algorithme est le suivant : 
1. Choisir un spécimen de référence (parmi la population considérée, ou défini arbitrairement).
2. Utiliser l'analyse procustéenne pour aligner chaque spécimen sur la référence.
3. Calculer la moyenne de la population ainsi modifiée.
4. Si l'écart entre cette moyenne et le spécimen de référence est plus grand qu'une certaine valeur, choisir l'individu moyen comme référence et reprendre à l'étape 2.